# سيندي إيه يو
سيندي إيه يو (بالصينية: 歐倩怡) هي مغنية وممثلة صينية، ولدت في 16 ديسمبر 1979 في هونغ كونغ في الصين.

## وصلات خارجية
- سيندي إيه يو على موقع IMDb (الإنجليزية)
- سيندي إيه يو على موقع ميوزك برينز (الإنجليزية)
- سيندي إيه يو على موقع قاعدة بيانات الفيلم (الإنجليزية)